# Берти, Перегрин, 3-й герцог Анкастер и Кестевен
Перегри́н Бе́рти, 3-й ге́рцог Анка́стер и Кестевен (англ. Peregrine Bertie, 3rd Duke of Ancaster and Kesteven; 1714 — 12 августа 1778) — британский аристократ и государственный деятель, 3-й герцог Анкастер и Кестевен (1742—1778), лорд великий камергер (1742—1778).

## Биография
Перегрин Берти был старшим из детей в семье Перегрина Берти, 2-го герцога Анкастер и Кестевен и его жены Джейн Браунлоу, старшей из дочерей сэра Джона Браунлоу, 3-го баронета и Элис Шерард. Он приходился внуком Роберту Берти, 1-му герцогу Анкастер и Кестевен.
В 1742 году Берти унаследовал титулы отца, а также должность лорда великого камергера и был назначен на должность лорд-лейтенанта Линкольншира. В 1745 году во время восстания якобитов поддержал сторонников правящего короля Георга II. Затем его военная карьера пошла вверх, он получил звания генерал-майора (1755), генерал-лейтенанта (1759) и генерала (1772).
Берти был членом Тайного совета, лордом королевской опочивальни (1755—1765) и мастером конюшни (1765—1766, 1766—1778). Скончался 12 августа 1778 года, ему наследовал единственный выживший сын Роберт.

## Семья
Первой женой Перегрина Берти была Элизабет Николь (ум. 1743), вдова Чарльза Гунтера Николя; брак был бездетным. 27 ноября 1750 года он женился во второй раз на Мэри Пантон, дочери сэра Томаса Пантона. У супругов было 6 детей, 3 из которых дожили до совершеннолетия:
- Леди Мэри Кэтрин Берти (1754 — 1767), умерла в юности;
- Перегрин Томас Берти, маркиз Линдси (1755 — 1758), умер в детстве;
- сын (род. и умер 14 сентября 1759);
- Роберт Берти (17 октября 1756 — 8 июля 1779), наследовал отцу;
- Присцилла Берти (16 февраля 1761 — 29 декабря 1828), 21-я баронесса Уиллоуби де Эресби (1780–1828), была женой Питера Баррелла, 1-го барона Гвидир; в браке было 4 детей;
- Леди Джорджиана Шарлотта Берти (7 августа 1764 — 23 июня 1838), вышла замуж за Джорджа Чамли, 4-го графа Чамли; в браке было 3 детей.